# Vevrings kommun
Vevrings kommun (norska: Vevring kommune) var en kommun i Sogn og Fjordane fylke i västra Norge. Kommunen omfattade den västligaste delen av nuvarande Sunnfjords kommun (Vevrings socken), den nordöstra delen av nuvarande Askvolls kommun samt ett område i den sydöstra delen av nuvarande Kinns kommun. Byn Vevring utgjorde kommunens centralort.

## Administrativ historik
Vevrings kommun upprättades den 1 januari 1838 (som Vefring formannskapsdistrikt) när Formannskapslovene från 1837 trädde i kraft.
Den 1 januari 1964 upplöstes kommunen och delades i tre. Huvuddelen (med 439 invånare) fördes till Naustdals kommun (sedan den 1 januari 2020 en del av Sunnfjords kommun) medan området söder om Førdefjorden (med 407 invånare) fördes, tillsammans med en del av Bru kommun, till Askvoll kommun samtidigt som Steindals krets (med 25 invånare) fördes, tillsammans med kommunerna Eikefjord, Florø och Kinn samt delar av kommunerna Bremanger och Bru, till den då nybildade Flora kommun (sedan den 1 januari 2020 en del av Kinns kommun). Kommunen hade vid delningen totalt 871 invånare.